# Giuseppe Zurlo (1926)
Giuseppe Zurlo (Ostuni, 1º ottobre 1926 – Roma, 29 ottobre 2020) è stato un politico e giornalista italiano.

## Biografia
Militò fin da giovane nelle file della Democrazia Cristiana, ricoprendo incarichi direttivi da segretario provinciale dei Giovani della DC a responsabile della corrente cosiddetta Base, facente capo a Giovanni Marcora, in Puglia e Basilicata.
Eletto deputato nelle file democristiane dal 1972 al 1987 ricoprì anche l'incarico di Sottosegretario alla Sanità nel governo Andreotti III e all'Agricoltura e foreste nei governi Andreotti III, IV e V e nel primo governo Craxi.
Diventò prima commissario e poi presidente dell'UNIRE (Unione nazionale incremento razze equine).
Dirigeva il periodico Civiltà Europea.